# Douvrend
Douvrend är en kommun i departementet Seine-Maritime i regionen Normandie i norra Frankrike. Kommunen ligger i kantonen Envermeu som tillhör arrondissementet Dieppe. År 2022 hade Douvrend 511 invånare.

## Befolkningsutveckling
Antalet invånare i kommunen Douvrend
| Referens: INSEE |